# Sherman Douglas
Sherman Douglas (ur. 15 września 1966 w Waszyngtonie) – amerykański koszykarz, występujący na pozycji rozgrywającego.

## Osiągnięcia
Na podstawie, o ile nie zaznaczono inaczej.
NCAA
- Wicemistrz NCAA (1987)
- Uczestnik:
  - rozgrywek Sweet 16 turnieju NCAA (1987, 1989)
  - II rundy turnieju NCAA (1986–1989)
- Mistrz:
  - turnieju konferencji Big East (1988)
  - konferencji Big East (1986, 1987)
- Wicemistrz:
  - turnieju Big East (1986, 1987, 1989)
  - sezonu regularnego Big East (1988)
- MVP turnieju Big East (1988)[2]
- MOP (Most Outstanding Player) NIT Season Tip-Off (1989)
- Zaliczony do:
  - I składu:
    - turnieju Big East (1987, 1988, 1989)
    - NCAA Final Four (1987)[3]

  - II składu All-American (1988 przez UPI, 1989)
  - III składu All-American (1988 przez AP)

NBA
- Zaliczony do I składu debiutantów NBA (1990)[4]
- Współrekordzista klubu Celtics w liczbie oddanych rzutów wolnych (13), uzyskanych w trakcie jednej kwarty spotkania, podczas konfrontacji z Golden State Warriors (24.01.1994 – stan na 3.01.2017)[5]